# Leonoor Koster
Leonoor Koster (Amsterdam, 19 maart 1985) is een Nederlandse (stem)actrice en assistent-regisseuse. Ze is onder meer bekend als Lot in Dertigers.

## Loopbaan
Koster studeerde van 2003 tot en met 2007 aan de Amsterdamse Toneelschool & Kleinkunstacademie. Naast acteren is Koster ook actief als assistent-regisseuse.